# Characidium pterostictum
Characidium pterostictum är en fiskart som beskrevs av Gomes, 1947. Characidium pterostictum ingår i släktet Characidium och familjen Crenuchidae. Inga underarter finns listade i Catalogue of Life.